# Apotolamprus bemarahaensis
Apotolamprus bemarahaensis là một loài bọ cánh cứng trong họ Bọ hung (Scarabaeidae).